# Kosberg (Mondkrater)
Kosberg ist ein Einschlagkrater auf der Mondrückseite.
Der nicht ganz 15 km messende Krater befindet sich im Inneren des sehr viel größeren Kraters Gagarin, südwestlich von dessen Kratermittelpunkt, westnordwestlich des Nebenkraters Gagarin C.
Der Höhenunterschied zwischen Kraterwall und Kraterboden liegt bei zirka 1,25 km.
Der Krater wurde 1976 von der IAU offiziell nach dem sowjetischen Raumfahrtingenieur Semjon Arijewitsch Kosberg benannt.